# IC 1775
IC 1775 је спирална галаксија у сазвјежђу Ован која се налази на листи објеката дубоког неба у Индекс каталогу.
Деклинација објекта је + 13° 30' 20" а ректасцензија 2h 5m 17,5s. Привидна величина (магнитуда) објекта IC 1775 износи 15,5 а фотографска магнитуда 16,3. IC 1775 је још познат и под ознакама MCG 2-6-23, PGC 7958.